# Box-office Corée du Sud 2018

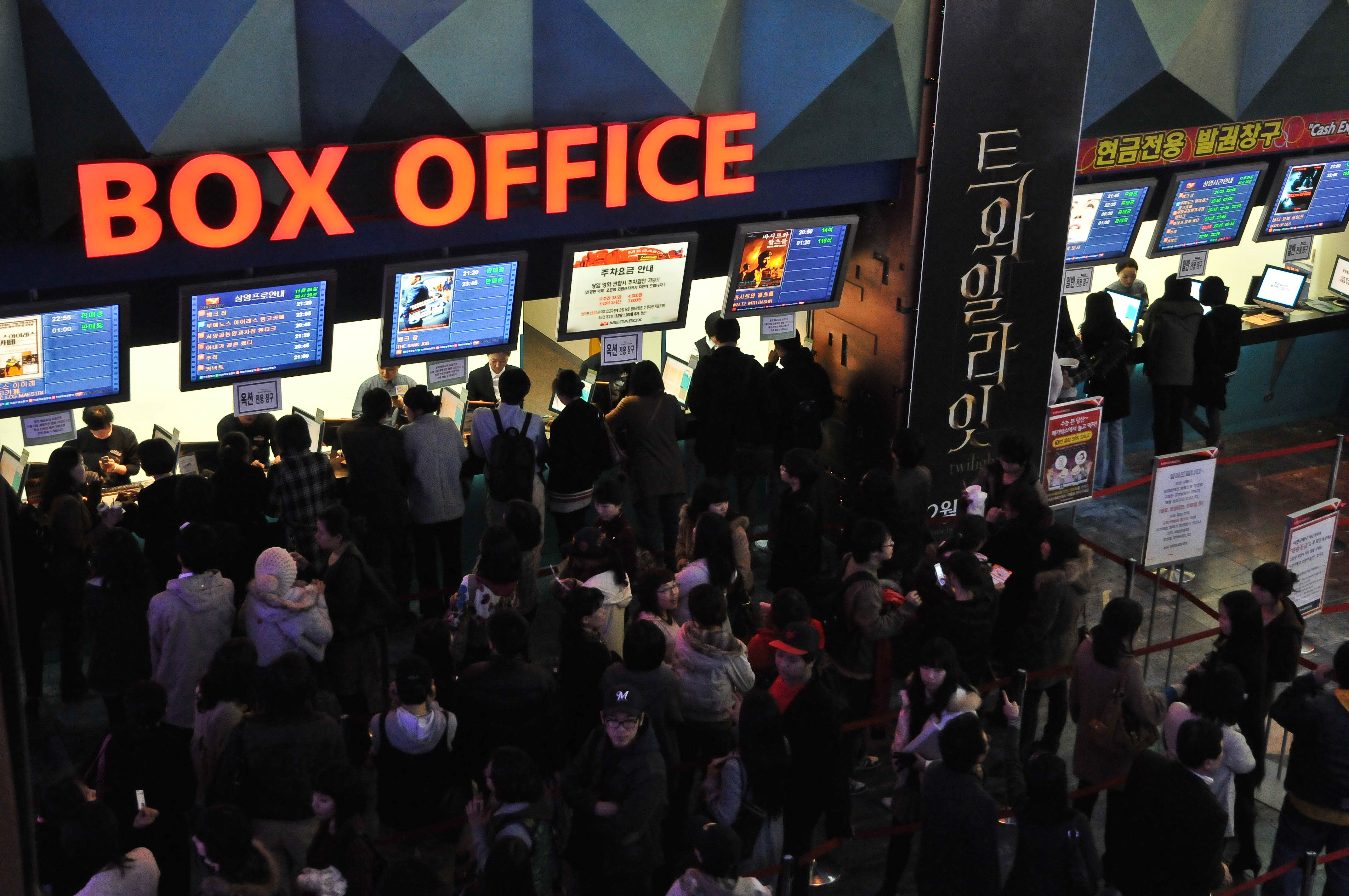
Un cinéma à Séoul.

Les recettes totales du box-office sud-coréen et le nombre de billets vendus ont connu des trajectoires divergentes en 2018. Le paysage de la distribution a également été bouleversé par la montée d'un nouveau numéro 1, Lotte Cultureworks, alors que CJ Entertainment dominait traditionnellement le marché depuis 2003.
Les revenus ont augmenté de 3 %, passant de 1,56 milliard $ (1,76 milliard de won) en 2017 à 1,61 milliard $ (1,81 milliard de won) en 2018, selon les données du service KOBIS du Conseil du film coréen. Mais les entrées ont chuté de 220 millions à 216 millions, ce qui donne tout de même à la Corée du Sud (51 millions d’habitants) l’un des taux de fréquentation par habitant les plus élevés au monde.
Hollywood a bien marché en Corée du Sud en 2018, avec 6 films dans le top 10, contre seulement 2 en 2017. La part de marché des films sud-coréens a légèrement diminué, passant de 52 % en 2017 à 51 % en 2018.
Plusieurs films coréens à gros budget (Psychokinesis, Illang : La Brigade des loups, etc.) auraient perdu de l'argent, en particulier ceux sortis pendant la période du Chuseok. Les films à budget moyen, tels que On Your Wedding Day, Intimate Strangers et Default, ont connu une exploitation relativement meilleure. Cette tendance devrait se refléter dans les stratégies de production et de distribution des entreprises en 2019.
Le nombre de films sortis est passé de 495 à 660, mais seulement deux coréens, Along With the Gods : Les Deux Mondes (sorti en décembre 2017) et Along With the Gods : Les 49 Derniers Jours, ont atteint les 10 millions d'entrées, la marque traditionnelle d'un très gros succès en Corée. Les 49 Derniers Jours a récolté 91 millions $ pour 12,3 millions de spectateurs, battant Avengers: Infinity War qui totalise 88,6 millions $ pour 11,2 millions de spectateurs.
Avec le succès de sa série Along With the Gods et de Mission impossible : Fallout, un film de la Paramount, Lotte Cultureworks devient le premier distributeur de l'année, battant le n°1 traditionnel CJ Entertainment pour la première fois en 15 ans. Lotte a distribué 14 films coréens et étrangers durant les 11 premiers mois de 2018 et détient une part de marché de 18 %.
Disney Korea arrive en deuxième position avec 15,2 % de part de marché pour 10 films distribués, CJ Entertainment chute à la troisième place avec 12,5 % pour 15 films, et Next Entertainment World en quatrième avec 9,8 % pour 19 films. Showbox, qui était le deuxième distributeur en 2017, chute à la neuvième place avec 5,2 % pour 6 films seulement.

## Les millionnaires
La couleur       indique les films en cours de diffusion dans les salles de cinéma sud-coréennes
| Class. | Titre                                                | Pays                                            | Réalisateur             | Box-Office Corée du Sud |
| ------ | ---------------------------------------------------- | ----------------------------------------------- | ----------------------- | ----------------------- |
| 1      | Along With the Gods : Les 49 Derniers Jours          | Drapeau de la Corée du Sud                      | Kim Yong-hwa            | 12 275 843              |
| 2      | Avengers: Infinity War                               | Drapeau des États-Unis                          | Anthony et Joe Russo    | 11 212 710              |
| 3      | Bohemian Rhapsody                                    | Drapeau des États-Unis · Drapeau du Royaume-Uni | Bryan Singer            | 9 929 068               |
| 4      | Mission impossible : Fallout                         | Drapeau des États-Unis                          | Christopher McQuarrie   | 6 584 915               |
| 5      | Jurassic World: Fallen Kingdom                       | Drapeau des États-Unis                          | Juan Antonio Bayona     | 5 661 128               |
| 6      | Ant-Man et la Guêpe                                  | Drapeau des États-Unis                          | Peyton Reed             | 5 448 134               |
| 7      | The Great Battle                                     | Drapeau de la Corée du Sud                      | Kim Kwang-sik           | 5 440 186               |
| 8      | Black Panther                                        | Drapeau des États-Unis                          | Ryan Coogler            | 5 399 227               |
| 9      | Intimate Strangers                                   | Drapeau de la Corée du Sud                      | Lee Jae-gyu             | 5 294 119               |
| 10     | Believer                                             | Drapeau de la Corée du Sud                      | Lee Hae-young           | 5 063 684               |
| 11     | Aquaman                                              | Drapeau des États-Unis                          | James Wan               | 5 037 584               |
| 12     | The Spy Gone North                                   | Drapeau de la Corée du Sud                      | Yoon Jong-bin           | 4 974 524               |
| 13     | Venom                                                | Drapeau des États-Unis                          | Ruben Fleischer         | 3 888 096               |
| 14     | Dark Figure of Crime                                 | Drapeau de la Corée du Sud                      | Kim Tae-gyun            | 3 789 321               |
| 15     | Deadpool 2                                           | Drapeau des États-Unis                          | David Leitch            | 3 784 602               |
| 16     | Default                                              | Drapeau de la Corée du Sud                      | Choi Kook-hee           | 3 754 496               |
| 17     | Coco                                                 | Drapeau des États-Unis                          | Lee Unkrich             | 3 510 017               |
| 18     | Keys to the Heart                                    | Drapeau de la Corée du Sud                      | Choi Sung-hyun          | 3 419 339               |
| 19     | The Witch: Part 1. The Subversion                    | Drapeau de la Corée du Sud                      | Park Hoon-jeong         | 3 189 091               |
| 20     | The Accidental Detective 2: In Action                | Drapeau de la Corée du Sud                      | Lee Eon-hee             | 3 152 872               |
| 21     | Les Indestructibles 2                                | Drapeau des États-Unis                          | Brad Bird               | 3 033 052               |
| 22     | Searching : Portée disparue                          | Drapeau des États-Unis                          | Aneesh Chaganty         | 2 949 944               |
| 23     | On Your Wedding Day                                  | Drapeau de la Corée du Sud                      | Lee Seok-geun           | 2 820 969               |
| 24     | Gonjiam: Haunted Asylum                              | Drapeau de la Corée du Sud                      | Jeong Beom-sik          | 2 675 575               |
| 25     | Be with You                                          | Drapeau de la Corée du Sud                      | Lee Jang-hoon           | 2 602 273               |
| 26     | The Witness                                          | Drapeau de la Corée du Sud                      | Jo Gyu-jang             | 2 524 720               |
| 27     | Détective K : Le Secret des morts-vivants            | Drapeau de la Corée du Sud                      | Kim Sok-yeon            | 2 444 136               |
| 28     | Les Animaux fantastiques : Les Crimes de Grindelwald | Drapeau des États-Unis · Drapeau du Royaume-Uni | David Yates             | 2 414 062               |
| 29     | Le Labyrinthe : Le Remède mortel                     | Drapeau des États-Unis                          | Wes Ball                | 2 299 732               |
| 30     | Mamma Mia! Here We Go Again                          | Drapeau des États-Unis                          | Ol Parker               | 2 293 884               |
| 31     | Ready Player One                                     | Drapeau des États-Unis                          | Steven Spielberg        | 2 254 430               |
| 32     | Fengshui                                             | Drapeau de la Corée du Sud                      | Park Hee-Kon            | 2 087 474               |
| 33     | The Negotiation                                      | Drapeau de la Corée du Sud                      | Lee Jong-seok           | 1 967 721               |
| 34     | The Drug King                                        | Drapeau de la Corée du Sud                      | Woo Min-ho              | 1 863 718               |
| 35     | Jumanji : Bienvenue dans la jungle                   | Drapeau des États-Unis                          | Jake Kasdan             | 1 708 672               |
| 36     | Take Point                                           | Drapeau de la Corée du Sud                      | Kim Byeong-u            | 1 670 963               |
| 37     | Rampant                                              | Drapeau de la Corée du Sud                      | Kim Seong-hoon          | 1 599 290               |
| 38     | Unstoppable                                          | Drapeau de la Corée du Sud                      | Kim Min-ho              | 1 593 386               |
| 39     | Bumblebee                                            | Drapeau des États-Unis                          | Travis Knight           | 1 560 385               |
| 40     | Door Lock                                            | Drapeau de la Corée du Sud                      | Lee Kwon                | 1 558 688               |
| 41     | Petite Forêt                                         | Drapeau de la Corée du Sud                      | Yim Soon-rye            | 1 506 269               |
| 42     | Swing Kids                                           | Drapeau de la Corée du Sud                      | Kang Hyeong-cheol       | 1 467 778               |
| 43     | Golden Slumber                                       | Drapeau de la Corée du Sud                      | Noh Dong-seok           | 1 387 508               |
| 44     | Rampage : Hors de contrôle                           | Drapeau des États-Unis                          | Brad Peyton             | 1 385 511               |
| 45     | The Princess and the Matchmaker                      | Drapeau de la Corée du Sud                      | Hong Chang-pyo          | 1 340 117               |
| 46     | Ocean's 8                                            | Drapeau des États-Unis                          | Gary Ross               | 1 335 829               |
| 47     | La Disparue                                          | Drapeau de la Corée du Sud                      | Lee Chang-hee           | 1 315 726               |
| 48     | What a Man Wants                                     | Drapeau de la Corée du Sud                      | Lee Byeong-heon         | 1 194 229               |
| 49     | Champion                                             | Drapeau de la Corée du Sud                      | Kim Yong-wan            | 1 128 774               |
| 50     | Pacific Rim Uprising                                 | Drapeau des États-Unis                          | Steven S. DeKnight      | 1 077 235               |
| 51     | Hôtel Transylvanie 3 : Des vacances monstrueuses     | Drapeau des États-Unis                          | Genndy Tartakovsky      | 1 072 220               |
| 52     | La Nonne                                             | Drapeau des États-Unis                          | Corin Hardy             | 1 011 580               |
| 53     | Skyscraper                                           | Drapeau des États-Unis                          | Rawson Marshall Thurber | 1 002 858               |

## Box-office par semaine
Nationalité des films dans les salles de Corée du Sud en 2018 par semaine de domination :
- Corée du Sud (55,77 %)
- États-Unis (44,23 %)

| #  | Date de fin       | Film no 1                                            | Pays                                            | Entrées   |
| -- | ----------------- | ---------------------------------------------------- | ----------------------------------------------- | --------- |
| 1  | 7 janvier 2018    | Along With the Gods : Les Deux Mondes                | Drapeau de la Corée du Sud                      | 2 962 892 |
| 2  | 14 janvier 2018   | 1987: When the Day Comes                             | Drapeau de la Corée du Sud                      | 1 697 572 |
| 3  | 21 janvier 2018   | Le Labyrinthe : Le Remède mortel                     | Drapeau des États-Unis                          | 1 262 242 |
| 4  | 28 janvier 2018   | Keys to the Heart                                    | Drapeau de la Corée du Sud                      | 1 067 419 |
| 5  | 4 février 2018    | Psychokinesis                                        | Drapeau de la Corée du Sud                      | 843 124   |
| 6  | 11 février 2018   | Détective K : Le Secret des morts-vivants            | Drapeau de la Corée du Sud                      | 935 063   |
| 7  | 18 février 2018   | Black Panther                                        | Drapeau des États-Unis                          | 3 095 976 |
| 8  | 25 février 2018   | Black Panther                                        | Drapeau des États-Unis                          | 1 398 922 |
| 9  | 4 mars 2018       | The Princess and the Matchmaker                      | Drapeau de la Corée du Sud                      | 921 572   |
| 10 | 11 mars 2018      | La Disparue                                          | Drapeau de la Corée du Sud                      | 652 533   |
| 11 | 18 mars 2018      | Be with You                                          | Drapeau de la Corée du Sud                      | 867 175   |
| 12 | 25 mars 2018      | Be with You                                          | Drapeau de la Corée du Sud                      | 942 861   |
| 13 | 1er avril 2018    | Gonjiam: Haunted Asylum                              | Drapeau de la Corée du Sud                      | 1 299 482 |
| 14 | 8 avril 2018      | Gonjiam: Haunted Asylum                              | Drapeau de la Corée du Sud                      | 881 053   |
| 15 | 15 avril 2018     | Rampage : Hors de contrôle                           | Drapeau des États-Unis                          | 686 620   |
| 16 | 22 avril 2018     | Rampage : Hors de contrôle                           | Drapeau des États-Unis                          | 572 866   |
| 17 | 29 avril 2018     | Avengers: Infinity War                               | Drapeau des États-Unis                          | 4 764 551 |
| 18 | 6 mai 2018        | Avengers: Infinity War                               | Drapeau des États-Unis                          | 3 733 433 |
| 19 | 13 mai 2018       | Avengers: Infinity War                               | Drapeau des États-Unis                          | 1 635 787 |
| 20 | 20 mai 2018       | Deadpool 2                                           | Drapeau des États-Unis                          | 1 972 077 |
| 21 | 27 mai 2018       | Believer                                             | Drapeau de la Corée du Sud                      | 1 808 524 |
| 22 | 3 juin 2018       | Believer                                             | Drapeau de la Corée du Sud                      | 1 718 550 |
| 23 | 10 juin 2018      | Jurassic World: Fallen Kingdom                       | Drapeau des États-Unis                          | 3 223 499 |
| 24 | 17 juin 2018      | Jurassic World: Fallen Kingdom                       | Drapeau des États-Unis                          | 1 529 791 |
| 25 | 24 juin 2018      | The Accidental Detective 2: In Action                | Drapeau de la Corée du Sud                      | 1 002 576 |
| 26 | 1er juillet 2018  | The Witch: Part 1. The Subversion                    | Drapeau de la Corée du Sud                      | 952 437   |
| 27 | 8 juillet 2018    | Ant-Man et la Guêpe                                  | Drapeau des États-Unis                          | 2 626 082 |
| 28 | 15 juillet 2018   | Ant-Man et la Guêpe                                  | Drapeau des États-Unis                          | 1 758 345 |
| 29 | 22 juillet 2018   | Les Indestructibles 2                                | Drapeau des États-Unis                          | 1 359 283 |
| 30 | 29 juillet 2018   | Mission impossible : Fallout                         | Drapeau des États-Unis                          | 3 295 858 |
| 31 | 5 aout 2018       | Along With the Gods : Les 49 Derniers Jours          | Drapeau de la Corée du Sud                      | 6 182 055 |
| 32 | 12 aout 2018      | Along With the Gods : Les 49 Derniers Jours          | Drapeau de la Corée du Sud                      | 3 437 193 |
| 33 | 19 aout 2018      | The Spy Gone North                                   | Drapeau de la Corée du Sud                      | 1 974 139 |
| 34 | 26 aout 2018      | On Your Wedding Day                                  | Drapeau de la Corée du Sud                      | 876 632   |
| 35 | 2 septembre 2018  | On Your Wedding Day                                  | Drapeau de la Corée du Sud                      | 1 047 532 |
| 36 | 9 septembre 2018  | Searching : Portée disparue                          | Drapeau des États-Unis                          | 1 164 670 |
| 37 | 16 septembre 2018 | Searching : Portée disparue                          | Drapeau des États-Unis                          | 781 769   |
| 38 | 23 septembre 2018 | The Great Battle                                     | Drapeau de la Corée du Sud                      | 1 395 020 |
| 39 | 30 septembre 2018 | The Great Battle                                     | Drapeau de la Corée du Sud                      | 3 120 204 |
| 40 | 7 octobre 2018    | Venom                                                | Drapeau des États-Unis                          | 2 081 083 |
| 41 | 14 octobre 2018   | Dark Figure of Crime                                 | Drapeau de la Corée du Sud                      | 1 221 440 |
| 42 | 21 octobre 2018   | Dark Figure of Crime                                 | Drapeau de la Corée du Sud                      | 562 883   |
| 43 | 28 octobre 2018   | Rampant                                              | Drapeau de la Corée du Sud                      | 1 002 123 |
| 44 | 4 novembre 2018   | Intimate Strangers                                   | Drapeau de la Corée du Sud                      | 1 622 593 |
| 45 | 11 novembre 2018  | Intimate Strangers                                   | Drapeau de la Corée du Sud                      | 1 711 148 |
| 46 | 18 novembre 2018  | Les Animaux fantastiques : Les Crimes de Grindelwald | Drapeau des États-Unis · Drapeau du Royaume-Uni | 1 519 855 |
| 47 | 25 novembre 2018  | Bohemian Rhapsody                                    | Drapeau des États-Unis · Drapeau du Royaume-Uni | 1 506 437 |
| 48 | 2 décembre 2018   | Default                                              | Drapeau de la Corée du Sud                      | 1 557 707 |
| 49 | 9 décembre 2018   | Default                                              | Drapeau de la Corée du Sud                      | 1 152 320 |
| 50 | 16 décembre 2018  | Bohemian Rhapsody                                    | Drapeau des États-Unis · Drapeau du Royaume-Uni | 882 316   |
| 51 | 23 décembre 2018  | Aquaman                                              | Drapeau des États-Unis                          | 1 249 886 |
| 52 | 30 décembre 2018  | Aquaman                                              | Drapeau des États-Unis                          | 1 954 105 |

## Classements complémentaires
- Liste des plus gros succès du box-office en Corée du Sud